# Köldökzsinór

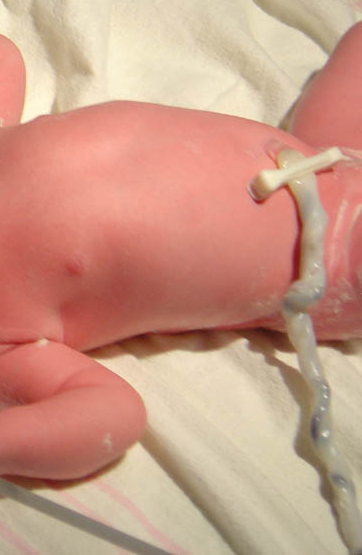
Újszülött köldökzsinórja, köldökcsattal elzárva

Charles Darwin nagypapája, aki orvos volt, már 1801-ben azt hangoztatta, hogy nagyon rossz az újszülötteknek, ha a köldökzsinórt azonnal elvágják, mert gyengébb lesz a baba azáltal, hogy a saját vére a méhlepényben marad.  Ennek ellenére hosszú évtizedekig – ha nem évszázadokig – élt az a gyakorlat, hogy a köldökzsinórt a születés utáni pillanatban, szinte azonnal elkötik és sajnos a világ sok országában még a mai napig ezt a módszert követik a kórházakban.
Hogy miért? Egy tévhit miatt. Azt gondolták, hogy a méhlepényben lévő vér „felesleges”, többlet-vér és ha visszaáramlik a kisbaba testébe, akkor sárgaságot okoz. Az i-betűre természetesen a tudomány tette  fel a pontot: 2013-ban publikáltak a Cochrane adatbázisban egy átfogó, korábbi kutatásokat összegző nagyon jó minőségű meta analízist erről a témáról. A kutatás megállapítása az volt, hogy ha várnak a köldökzsinór elvágásával, amíg az pulzál, akkor az újszülöttek átlagos születési súlya magasabb (ez elég logikus, hiszen a vér a méhlepényből a baba testébe megy), magasabb a vérük hemoglobin szintje – oxigénszállító képessége-  az életük első két napján és ami a legfontosabb:  az első fél évben feleannyi kisbaba szenved vashiánytól illetve vérszegénységtől összehasonlítva azokkal a babákkal, akiknél a születés pillanatában vágták el a köldökzsinórt. Az egyetlen negatív hatás az volt, hogy késleltetett köldökzsinór elvágásnál valamivel több olyan esetet jegyeztek fel, amikor a kisbabákat sárgaság miatt kék fény terápiával kellett kezelni. A kutatás végkövetkeztetése azonban az volt, hogy a késleltetett köldökzsinór ellátásnak egyértelműen több előnye van, mint hátránya, ezért ennek a módszernek a széleskörű bevezetését javasolták. A köldökzsinór  (funiculus umbilicalis) magzati mellékrész, amely a méhlepény és a magzat között teremt összeköttetést. Hossztengelye körül többszörösen csavarodik, a terhesség vége felé kb. 50 cm hosszú, mutatóujj vastagságú, szürke színű, puha tapintatú. A köldökzsinórban két verőér (köldökartériák) és egy visszér (köldökvéna) fut spirálisan, amelyeket rugalmas, vastag, zselés anyag – érett kocsonyás kötőszövet – ölel körül, az ún. Wharton-kocsonya, lényegében ez képezi a köldökzsinór anyagát. Ennek fő funkciója az erek összenyomódástól való védelme. A három ér szállítja a tápanyagokat és az oxigént az embrió ill. magzat számára: a véna oxigéndús, tápanyag-gazdag vért visz a magzathoz, az artériák oxigénben és tápanyagban szegény vért juttatnak vissza a lepényi (placentaris) keringésbe. Az erek spirális lefutása miatt hosszuk nagyobb, mint maga a köldökzsinór hossza, így a köldökzsinór húzásával az erek nem záródnak el. A köldökerekben folyó vér tartja a köldökzsinórt feszes állapotban, ezért – és a Wharton kocsonya lágygumiszerű állaga miatt – az ritkán törik vagy csomózódik meg.

## A köldökzsinórral összefüggő rendellenességek
Charles Darwin nagypapája, aki orvos volt, már 1801-ben azt hangoztatta, hogy nagyon rossz az újszülötteknek, ha a köldökzsinórt azonnal elvágják, mert gyengébb lesz a baba azáltal, hogy a saját vére a méhlepényben marad.  Ennek ellenére hosszú évtizedekig – ha nem évszázadokig – élt az a gyakorlat, hogy a köldökzsinórt a születés utáni pillanatban, szinte azonnal elkötik és sajnos a világ sok országában még a mai napig ezt a módszert követik a kórházakban.
Hogy miért? Egy tévhit miatt. Azt gondolták, hogy a méhlepényben lévő vér „felesleges”, többlet-vér és ha visszaáramlik a kisbaba testébe, akkor sárgaságot okoz. Az i-betűre természetesen a tudomány tette  fel a pontot: 2013-ban publikáltak a Cochrane adatbázisban egy átfogó, korábbi kutatásokat összegző nagyon jó minőségű metaanalízist erről a témáról. A kutatás megállapítása az volt, hogy ha várnak a köldökzsinór elvágásával, amíg az pulzál, akkor az újszülöttek átlagos születési súlya magasabb (ez elég logikus, hiszen a vér a méhlepényből a baba testébe megy), magasabb a vérük hemoglobin szintje – oxigénszállító képessége-  az életük első két napján és ami a legfontosabb:  az első fél évben feleannyi kisbaba szenved vashiánytól illetve vérszegénységtől összehasonlítva azokkal a babákkal, akiknél a születés pillanatában vágták el a köldökzsinórt. Az egyetlen negatív hatás az volt, hogy késleltetett köldökzsinór elvágásnál valamivel több olyan esetet jegyeztek fel, amikor a kisbabákat sárgaság miatt kék fény terápiával kellett kezelni. A kutatás végkövetkeztetése azonban az volt, hogy a késleltetett köldökzsinór ellátásnak egyértelműen több előnye van, mint hátránya, ezért ennek a módszernek a széleskörű bevezetését javasolták.

## Lásd még
- Méhlepény
- Terhesség
- Magzati keringés